# Üçerli
Üçerli ist ein Dorf im Landkreis Savur der türkischen Provinz Mardin. Üçerli liegt etwa 70 km nordöstlich der Provinzhauptstadt Mardin und 28 km nordöstlich von Savur. Üçerli hatte laut der letzten Volkszählung 261 Einwohner (Stand Ende Dezember 2009).